# Radiocollare

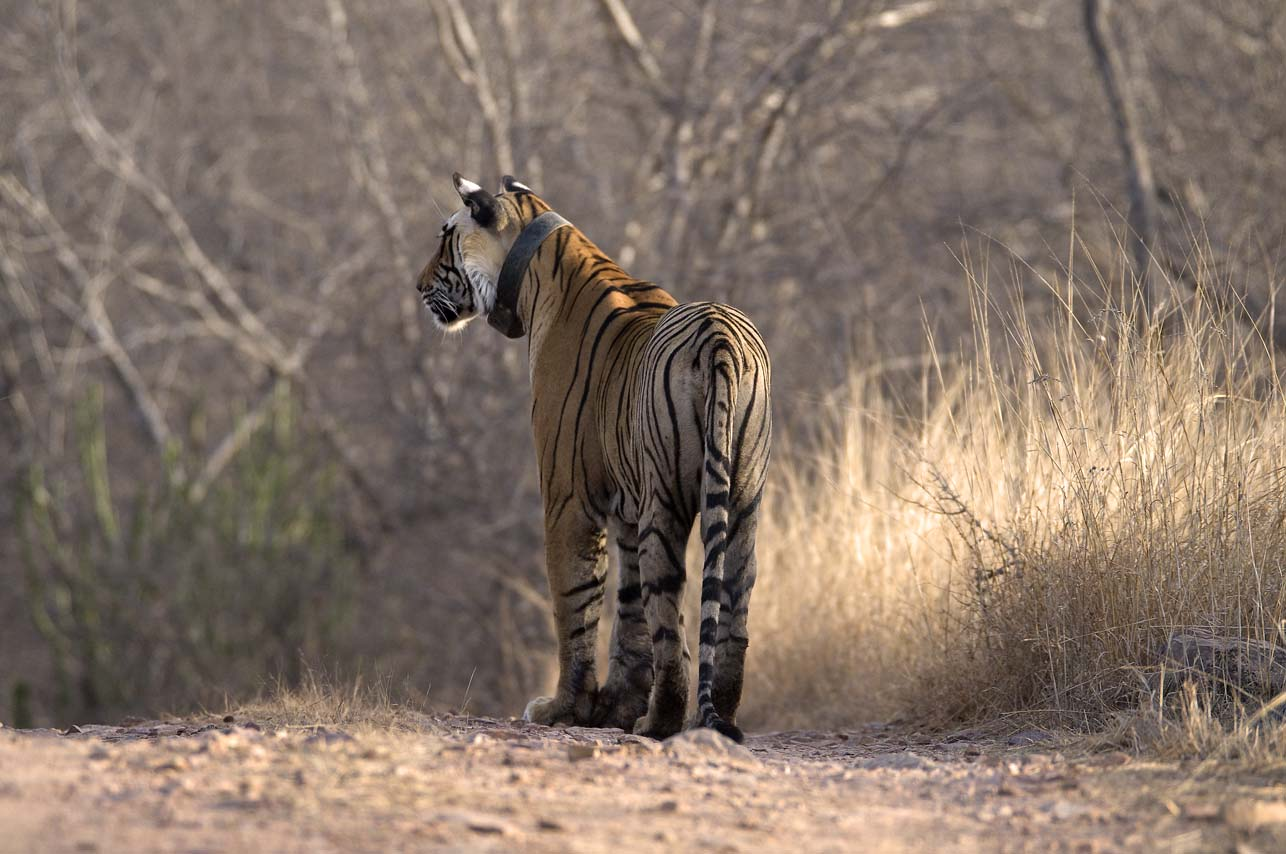
Femmina di tigre nel parco nazionale di Ranthambore dotata di radiocollare.

Un radiocollare è, di solito, un collare utilizzato a fini scientifici con lo scopo di localizzare o di seguire un animale selvatico. Le informazioni raccolte da questo tipo di materiale permettono, ad esempio, di conoscere l'estensione di un territorio, ma anche di individuare rapidamente l'animale per poterlo avvicinare e osservare.
Ad alcuni tipi di animali, ad esempio le balene, non è fisicamente possibile mettere un collare. In tal caso, viene collegato un trasmettitore radio direttamente sulla pelle dell'animale che si vuole tracciare.
La tecnologia del radiocollare può essere basata sulle onde radio, sul radar o anche sul GPS. Tali collari vengono a volte messi ad animali domestici dai proprietari ansiosi di ritrovare rapidamente il proprio animale, specialmente cani da seguita, che rischiano di perdersi durante la battuta di caccia: si parla allora di "collari di monitoraggio", da non confondere con i collari da dressage.